# 三星Galaxy Note 10.1
Samsung Galaxy Note 10.1是韓國三星電子於2012年设计、开发和銷售的平板電腦，是Samsung Galaxy Note系列的第二款產品，也是前一款的放大版。

它搭载Android 4.0.4版本(欧洲地区为4.1.1)作業系統，並作为一個提供电影、音乐和网页浏览服务的多媒体平台，其配備的Spen及相關功能亦提供良好的創作環境。

臺灣僅販售白色版本，香港則僅販售3G版本。

## 規格[1]
- 螢幕：10.1" PLS TFT 1280x800 149ppi
- 處理器：Samsung Exynos 4412 1.4Ghz 四核心
- 相機：後置500萬畫素（配置LED閃光燈）+前置190萬畫素
- 重量：600g
- 厚度：0.89cm
- 記憶體：2GB RAM/16或32GB ROM
- 顔色：■ 深藍、■ 白
- 上市國： 全球
- 産地：

## 外部連結
- 官方网站
- Samsung Galaxy Note 8.0